# الوكالة الفيدرالية لإدارة الطوارئ
الوكالة الفيدرالية لإدارة الطوارئ (FEMA) هي وكالة تابعة لوزارة الأمن الداخلي الأمريكية، تأسست في البداية في عهد الرئيس جيمي كارتر بموجب خطة إعادة التنظيم الرئاسية رقم 3 لعام 1978 وتم تنفيذها بموجب أمرين تنفيذيين في 1 أبريل 1979. الغرض الأساسي للوكالة هو تنسيق الاستجابة لكارثة حدثت في الولايات المتحدة والتي تتجاوز موارد السلطات المحلية والولائية. يجب على حاكم الولاية التي حدثت فيها الكارثة إعلان حالة الطوارئ وطلب رسميًا من الرئيس أن تستجيب الوكالة الفيدرالية لإدارة الطوارئ والحكومة الفيدرالية للكارثة. الاستثناء الوحيد لهذا المطلب هو عندما تحدث كارثة على ممتلكات فيدرالية أو تنطوي على أصول فيدرالية، مثل تفجير مبنى ألفريد ب. موراه الفيدرالي في أوكلاهوما سيتي عام 1995 أو كارثة مكوك الفضاء كولومبيا عام 2003.